# Liste der Wegekreuze und Bildstöcke im Bonner Ortsteil Vilich-Müldorf
Die folgende Liste enthält die Wege-, Grabkreuze und Bildstöcke, die auf dem Gebiet des Bonner Ortsteils Vilich-Müldorf im Stadtbezirk Beuel nachgewiesen sind.
| Bild           | Bezeichnung | Lage                                                                            | Beschreibung | Inschrift | Bauzeit     | Denkmalnummer |
| -------------- | ----------- | ------------------------------------------------------------------------------- | --- | --- | ----------- | ------------- |
| weitere Bilder | Hammkreuz   | verlängerte Mühlenbachstraße in der Nähe der BAB A59 (Feldflur „Im Hamm“) Karte | Das Betonkreuz wurde ca. 1920 im Flurstück „Im Hamm“ errichtet. Das ursprünglich an dieser Stelle stehende Wegekreuz stammte aus dem Jahre 1716. In Anlehnung an die Flurbezeichnung wird das Kreuz Hammkreuz genannt. | | 1716 / 1820 |               |
| weitere Bilder |             | Am Herrengarten Karte                                                           | Das Wegekreuz auf dem Kirchplatz St. Maria Königin wurde ursprünglich 1875 errichtet und 1965 neu aufgestellt. | Gelobt sei Jesus Christus! Errichtet von den Eheleuten Mathias Frembgen und Anna Maria Emons 1875                                     | 1875        |               |
| weitere Bilder |             | Burbankstraße/Adolf-Quad-Straße Karte                                           | Der Bildstock an der Ecke Burbankstraße und Adolf-Quad-Straße wurde 1876 errichtet und 1989 saniert. | Errichtet (zu) Ehren der Schmerzhaften Mutter Maria 1876 von Jungfrau Eva Schleifer                                                   | 1876        | A 2894        |
|                |             | Am Herrengarten/Beueler Straße Karte                                            | Das Wegekreuz an der Ecke Beueler Straße und Am Herregarten wurde 1841 errichtet. | DIESES KREUTZ HAT CECILIA HEIDER IN MÜLDORF ZU EHREN DEM LEIDEN JESU UND DER SCHMERZHAFTER MUTTER MARIA AUFRICHTEN LASEN IM JAHR 1841 | 1841        | A 3363        |